# Dime la verdad
«Dime la verdad» es una canción interpretada por la cantante española Marta Sánchez. Fue lanzado el 13 de marzo de 1995 como primer sencillo de su segundo álbum de estudio Mi mundo (1995) a través del sello PolyGram Ibérica, S. A..

## Información general
Fue escrita por Christian de Walden, Max Di Carlo, Margaret Harris y una adaptación especial Carlos Toro Montoro y producida por Christian de Walden y Max Di Carlo. Fue lanzada como el primer sencillo de su segundo álbum de estudio Mi mundo logrando ser un éxito, llegando al número uno en algunos países de América Latina, en México logró tener entrada directa al puesto número uno. También se incluye una versión en inglés titulada Such a Mystery (Un misterio), que es completamente distinta a la versión en español, pero que habla supuestamente de lo mismo, incluida en la versión en inglés del álbum titulado My world a donde la canción logró entrar al mercado japonés.

## Video musical
El video musical de Dime la verdad fue rodado el 29 de abril de 1995 en la ciudad de Barcelona (España), bajo la dirección de Juan Luis Arruga, quien dirigió videos de Miguel Bosé, la banda española Mecano y varios de Marta Sánchez también.
El clip comienza con una reunión secreta de 6 hombres, los cuales observan los movimientos de una espía (personificado por Marta) a través de una pantalla. Estos ven que un hombre le entrega disimuladamente un libro.  Luego se ve que con una persona esconde un libro secreto, luego es llevada a un lugar donde es detenida y torturada, logrando sacarle información. El video fue emitido por primera vez en el programa 'Los 40 principales de Canal+ (España).

## Ediciones
España, CD maxisencillo
1. «Dime la verdad»
2. «Enamorada sin querer»

España, CD promocional
1. «Dime la verdad» (Álbum versión)

México, CD promocional
1. «Dime la verdad» (Álbum versión)
2. «Dime la verdad» (remix)

Argentina, CD promocional
1. «Dime la verdad» (Álbum versión)
2. «Dime la verdad» (remix)

CD editado en USA
1. «Dime la verdad» (Álbum versión)
2. «Dime la verdad» (Radio remix)

## Posicionamiento
| Lista                                      | Máxima Posición |
| ------------------------------------------ | --------------- |
| México                                     | 1               |
| Colombia                                   | 1               |
| Argentina                                  | 3               |
| Chile                                      | 1               |
| Venezuela                                  | 1               |
| Perú                                       | 1               |
| Panamá                                     | 1               |
| Guatemala                                  | 1               |
| Estados Unidos (Billboard Pop latin songs) | 2               |
| Estados Unidos (Billboard Hot Latin songs) | 9               |